# 尖嘴薄壳蛤
尖嘴薄壳蛤（学名：Laternula attenuata），是笋螂目薄壳蛤科薄壳蛤属的一种。主要分布于台湾，常栖息在潮间带沙滩、泥滩。